# 에디 멕카

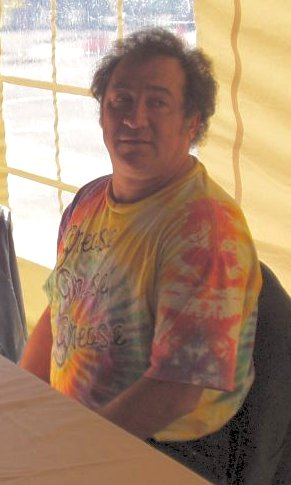

에디 멕카(Eddie Mekka, 1952년 6월 14일 ~ )는 미국의 배우, 연극 배우, 텔레비전 배우이다.
우스터에서 태어났다.

## 영화
- C 미 댄스 (2009년)
- 드림걸스 (2006년) - 클럽 관계자 역
- 딕키 로버츠 - 왕년의 아역 스타 (2003년)
- 탑 오브 더 월드 (1997년)
- 여형사 보디가드 (1993년)
- 두 여인 (1988년)
- 비앤비 (1987년)
- 꿈꾸는 낙원 (1978년)
- 사랑의 유람선 (1977년)